# Wheel (finnische Band)

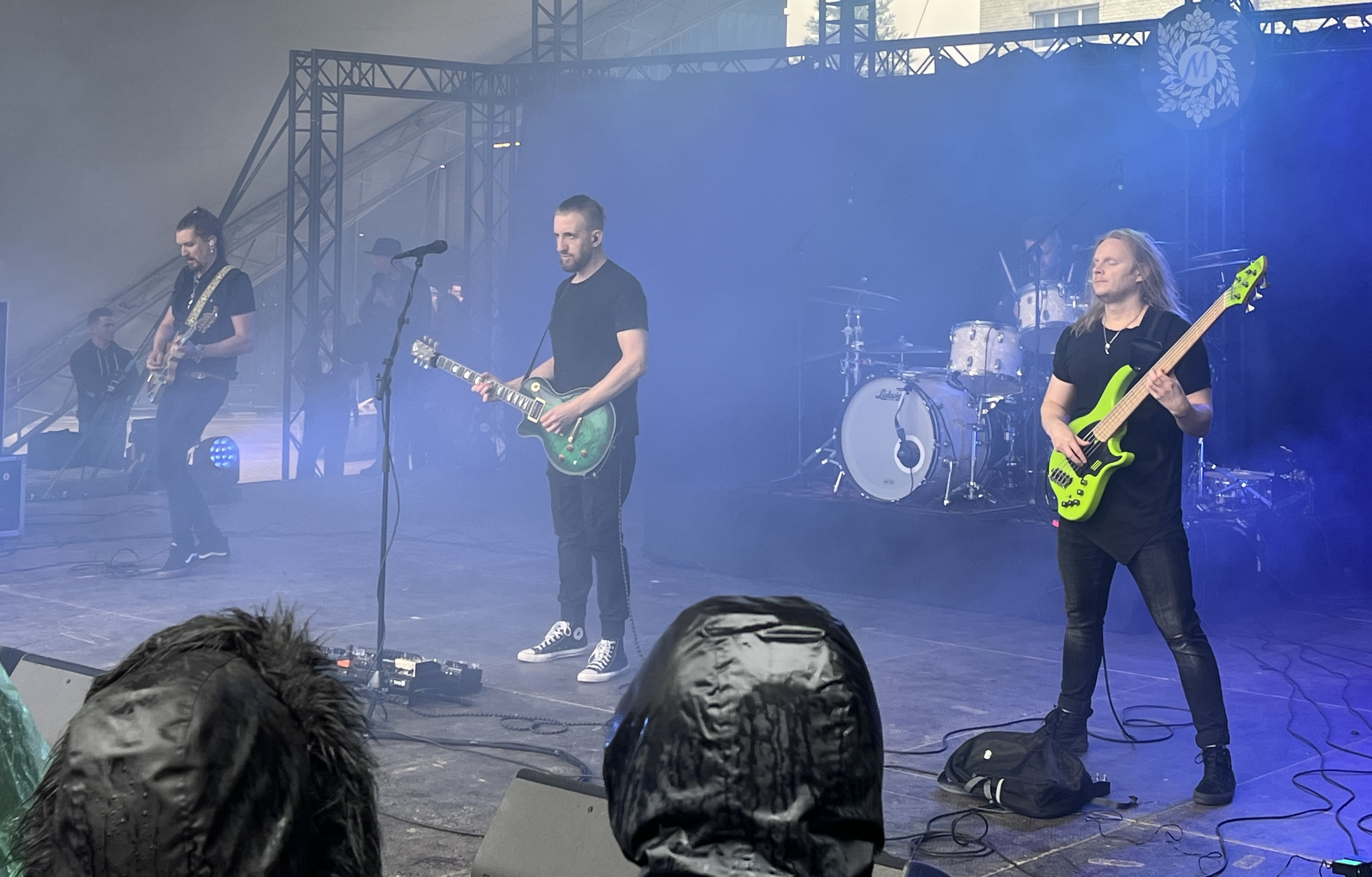
Wheel bei einem Auftritt (2025)

Wheel ist eine finnische Progressive-Metal-Band um den englischen Frontmann James Lascelles. Musikalisch beeinflusst ist ihre Musik von Bands wie Tool, Karnivool, Meshuggah, Radiohead oder The Mars Volta.

## Geschichte
Die Gruppe wurde 2015 gegründet, als Sänger James Lascelles nach Finnland zog. Während eines Auftritts in einer finnischen Fernsehsendung lernte Lascelles die Leute kennen, die fortan den Kern der Band bildeten. Die erste EP der Band erschien 2015 und die zweite EP The Path erschien 2017.
Die Band veröffentlichte ihr Debütalbum Moving Backwards im Februar 2019 und ihr zweites Album Resident Human im März 2021. Das dritte Album Charismatic Leaders erschien im Mai 2024.
Der Song Movement vom zweiten Album wurde als Single veröffentlicht. Das Lied handelt von der Rhetorik, die auf den Mord an George Floyd folgte, und dem damit verbundenen Mangel an Empathie und Logik. Das Lied prangert die Auffassung an, dass Eigentum mehr wert sei als ein Menschenleben. Aus dem Album ist eine weitere Single Hyperion erschienen, die von Dan Simmons‘ Buchreihe Hyperion Cantos inspiriert ist: Das Lied handelt von der Beziehung der Menschheit zur Sterblichkeit.
Das dritte Album der Band, Charismatic Leaders, erschien im Mai 2024. Aus dem Album wurden drei Singles veröffentlicht: Empire, Porcelain und Disciple. Zum Song Empire wurde auch ein Musikvideo veröffentlicht. Die Songs des Albums beschäftigen sich mit Personenkulten in der Politik.

## Diskografie

### Studioalben
- 2019: Moving Backwards (Odyssey Music Network)
- 2021: Resident Human (Odyssey Music Network)
- 2024: Charismatic Leaders (InsideOut Music)

### EPs
- 2017: The Path (Odyssey Music Network)
- 2018: The Divide (Odyssey Music Network)
- 2022: Rumination (InsideOut Music)